# Mateja Matewski
Mateja Matewski (cyryl. Матеја Матевски; ur. 13 marca 1929 w Stambule, zm. 6 czerwca 2018 w Skopju) – macedoński poeta, krytyk literacki i eseista. Członek Macedońskiej Akademii Nauk i Sztuk. Autor zbiorów wierszy, którym wyznaczył nową drogę poezji macedońskiej (inspiracje liryką śródziemnomorską i nadrealizmem). Publikował również zbiory esejów i recenzji literackich oraz teatralnych.

## Publikacje
- 1956 – Дождови
- 1963 – Рамноденица
- 1976 – Перуника
- 1977 – Круг
- 1980 – Липа
- 1985 – Раѓање на трагедијата
- 1987 – Од традицијата кон иднината (krytyka i eseje)
- 1987 – Драма и театар (kryt. teatralna i eseje)
- 1990 – Оддалечување
- 1992 – Црна кула
- 1996 – Завевање
- 1996 – Светлината на зборот (krytyka i eseje)
- 1999 – Мртвица
- 2000 – Внатрешен предел

## Odznaczenia
- Order Zasługi Republiki Macedonii (2007)[2]